# Robert und Bertram, die lustigen Vagabunden
Robert und Bertram, die lustigen Vagabunden er en tysk stumfilm fra 1915 af Max Mack.

## Medvirkende
- Eugen Burg – Robert
- Ferdinand Bonn – Bertram
- Wilhelm Diegelmann
- Ernst Lubitsch – Max Edelstein